# Стола
Стола е емблематична дреха за римската матрона: на прелюбодейци и проститутки е било забранено да я носят. Стола е била дреха за жени, носени под Пала(Palla; лат. Pallo) e дълга до стъпалата четвъртита дреха, която римските жени носят при излизане върху другите си дрехи) и над подтуниката (туника, носена под дрехите). Обикновено се е правила от вълна. Стола може да се носи на раменете, като се използва подтуниката за ръкави, или самата стола може да е с ръкави. Столата остава популярна от ранните години на Рим през имперския период и след това.